# Llista de topònims de Juià
Llista de topònims (noms propis de lloc) del municipi de Juià, al Gironès
Informació actualitzada per un bot. Els canvis manuals es perdran quan s'actualitzi!

## cabana
| imatge | Nom                 | Ubicat a | instància de | Detalls | coordenades                                                         | Protecció | Commons (més fotos) | Dades a WD                    |
| ------ | ------------------- | -------- | ------------ | ------- | ------------------------------------------------------------------- | --------- | ------------------- | ----------------------------- |
|        | barraca d'en Seguer | Juià     | cabana       |         | 42° 01′ 59″ N, 2° 54′ 59″ E / 42.0331210045748°N,2.91643578279555°E |           |                     | Modifica les dades a Wikidata |
|        | la Caseta           | Juià     | cabana       |         | 42° 00′ 58″ N, 2° 54′ 28″ E / 42.0161278913374°N,2.90779826821219°E |           |                     | Modifica les dades a Wikidata |

## castell
| imatge | Nom                  | Ubicat a | instància de | Detalls                      | coordenades                                                        | Protecció                      | Commons (més fotos) | Dades a WD                    |
| ------ | -------------------- | -------- | ------------ | ---------------------------- | ------------------------------------------------------------------ | ------------------------------ | ------------------- | ----------------------------- |
|        | Castell de Mas Serra | Juià     | castell      |                              | 42° 00′ 33″ N, 2° 54′ 50″ E / 42.0092604551706°N,2.9137618877462°E |                                |                     | Modifica les dades a Wikidata |
|        | castell de Juià      | Juià     | castell      | Estil: arquitectura romànica | 42° 00′ 51″ N, 2° 54′ 40″ E / 42.01403889°N,2.9111°E 139 msnm      | bé cultural d'interès nacional |                     | Modifica les dades a Wikidata |

## entitat singular de població
| imatge | Nom                 | Ubicat a | instància de                                                                   | Detalls | coordenades                                                               | Protecció | Commons (més fotos) | Dades a WD                    |
| ------ | ------------------- | -------- | ------------------------------------------------------------------------------ | ------- | ------------------------------------------------------------------------- | --------- | ------------------- | ----------------------------- |
|        | Juià                | Juià     | entitat singular de població ens local històric de Catalunya capital municipal | 142 hab | 42° 01′ 02″ N, 2° 54′ 25″ E / 42.0172189°N,2.90687621°E 94 msnm           |           |                     | Modifica les dades a Wikidata |
|        | Veïnat de Mas Nadal | Juià     | entitat singular de població                                                   | 31 hab  | 42° 00′ 56″ N, 2° 54′ 36″ E / 42.015694444444°N,2.91°E 106 msnm           |           |                     | Modifica les dades a Wikidata |
|        | el Mas Seguer       | Juià     | entitat singular de població                                                   | 117 hab | 42° 01′ 23″ N, 2° 54′ 20″ E / 42.0231°N,2.9056°E 73 msnm                  |           |                     | Modifica les dades a Wikidata |
|        | la Costa            | Juià     | entitat singular de població                                                   | 55 hab  | 42° 01′ 16″ N, 2° 54′ 52″ E / 42.021194444444°N,2.9145555555556°E 87 msnm |           |                     | Modifica les dades a Wikidata |

## església
| imatge | Nom               | Ubicat a | instància de     | Detalls                                               | coordenades                                                                            | Protecció                                  | Commons (més fotos) | Dades a WD                    |
| ------ | ----------------- | -------- | ---------------- | ----------------------------------------------------- | -------------------------------------------------------------------------------------- | ------------------------------------------ | ------------------- | ----------------------------- |
|        | Sant Joan Salerm  | Juià     | església capella | Estil: arquitectura gòtica 15th century Estat: ruïnós | 42° 00′ 45″ N, 2° 54′ 05″ E / 42.012558°N,2.901285°E ca:A la part meridional del poble | bé cultural d'interès local                |                     | Modifica les dades a Wikidata |
|        | Sant Pere de Juià | Juià     | església         | Estil: arquitectura gòtica arquitectura barroca       | 42° 01′ 02″ N, 2° 54′ 25″ E / 42.017242°N,2.906909°E 86 msnm                           | bé integrant del patrimoni cultural català | Sant Pere de Juià   | Modifica les dades a Wikidata |

## masia
| imatge | Nom                  | Ubicat a | instància de | Detalls                     | coordenades                                                         | Protecció                                  | Commons (més fotos) | Dades a WD                    |
| ------ | -------------------- | -------- | ------------ | --------------------------- | ------------------------------------------------------------------- | ------------------------------------------ | ------------------- | ----------------------------- |
|        | Ca l'Esteve del Puig | Juià     | masia        |                             | 42° 01′ 19″ N, 2° 55′ 04″ E / 42.0218186795993°N,2.91780341441347°E |                                            |                     | Modifica les dades a Wikidata |
|        | Cal Ferrer           | Juià     | masia        |                             | 42° 01′ 07″ N, 2° 54′ 26″ E / 42.0186853750193°N,2.90729936538601°E |                                            |                     | Modifica les dades a Wikidata |
|        | Cal Rei del Clot     | Juià     | masia        |                             | 42° 01′ 11″ N, 2° 54′ 52″ E / 42.0196456112994°N,2.91442424994418°E |                                            |                     | Modifica les dades a Wikidata |
|        | Cal Sastre           | Juià     | masia        |                             | 42° 01′ 14″ N, 2° 54′ 54″ E / 42.0205646642393°N,2.91493031944185°E |                                            |                     | Modifica les dades a Wikidata |
|        | Can Castelló         | Juià     | masia        |                             | 42° 01′ 18″ N, 2° 54′ 33″ E / 42.021776115188°N,2.90913086025368°E  |                                            |                     | Modifica les dades a Wikidata |
|        | Can Colom            | Juià     | masia        |                             | 42° 01′ 14″ N, 2° 54′ 28″ E / 42.0206131236962°N,2.90770723864735°E |                                            |                     | Modifica les dades a Wikidata |
|        | Can Colomer          | Juià     | masia        |                             | 42° 02′ 06″ N, 2° 54′ 54″ E / 42.0349032565772°N,2.91499577014342°E |                                            |                     | Modifica les dades a Wikidata |
|        | Can Ferrer           | Juià     | masia        |                             | 42° 02′ 10″ N, 2° 55′ 01″ E / 42.0360665759892°N,2.91699975695803°E |                                            |                     | Modifica les dades a Wikidata |
|        | Can Massot           | Juià     | masia        |                             | 42° 01′ 23″ N, 2° 54′ 22″ E / 42.023055°N,2.906218°E 74 msnm        | bé integrant del patrimoni cultural català |                     | Modifica les dades a Wikidata |
|        | Can Pagès            | Juià     | masia        |                             | 42° 01′ 59″ N, 2° 54′ 52″ E / 42.0329483114082°N,2.91430976044256°E |                                            |                     | Modifica les dades a Wikidata |
|        | Can Ramírez          | Juià     | masia        |                             | 42° 01′ 07″ N, 2° 54′ 20″ E / 42.018701960555°N,2.90554799351514°E  |                                            |                     | Modifica les dades a Wikidata |
|        | Can Rasset           | Juià     | masia        |                             | 42° 01′ 25″ N, 2° 54′ 17″ E / 42.02349273451°N,2.90463496579007°E   |                                            |                     | Modifica les dades a Wikidata |
|        | Can Tallada          | Juià     | masia        |                             | 42° 01′ 12″ N, 2° 54′ 29″ E / 42.0199378111754°N,2.90793770656455°E |                                            |                     | Modifica les dades a Wikidata |
|        | Can Vidal            | Juià     | masia        |                             | 42° 01′ 21″ N, 2° 54′ 28″ E / 42.022513530666°N,2.90771656940459°E  |                                            |                     | Modifica les dades a Wikidata |
|        | Mas Garriga          | Juià     | masia        |                             | 42° 01′ 20″ N, 2° 53′ 52″ E / 42.0223250939411°N,2.89790873764252°E |                                            |                     | Modifica les dades a Wikidata |
|        | Mas Saguer           | Juià     | masia        |                             | 42° 01′ 25″ N, 2° 54′ 16″ E / 42.0236726558458°N,2.90438103369883°E |                                            |                     | Modifica les dades a Wikidata |
|        | Mas Suardell         | Juià     | masia        | Estil: arquitectura popular | 42° 00′ 56″ N, 2° 54′ 20″ E / 42.0155°N,2.90553°E 116 msnm          | bé integrant del patrimoni cultural català |                     | Modifica les dades a Wikidata |
|        | Mas Trobat           | Juià     | masia        |                             | 42° 01′ 13″ N, 2° 54′ 12″ E / 42.0203574207102°N,2.90343179327362°E |                                            |                     | Modifica les dades a Wikidata |

## muntanya
| imatge | Nom                  | Ubicat a                   | instància de | Detalls | coordenades                                                            | Protecció | Commons (més fotos)  | Dades a WD                    |
| ------ | -------------------- | -------------------------- | ------------ | ------- | ---------------------------------------------------------------------- | --------- | -------------------- | ----------------------------- |
|        | Muntanya dels Àngels | Juià Sant Martí Vell Quart | muntanya     |         | 41° 59′ 05″ N, 2° 54′ 31″ E / 41.9848033724°N,2.90862814766°E 483 msnm |           | Muntanya dels Àngels | Modifica les dades a Wikidata |
|        | Puig d'en Batet      | Celrà Juià                 | muntanya     |         | 41° 59′ 28″ N, 2° 53′ 50″ E / 41.9911°N,2.89735°E 386.7 msnm           |           |                      | Modifica les dades a Wikidata |
|        | el Cap de Porc       | Celrà Juià                 | muntanya     |         | 42° 00′ 14″ N, 2° 53′ 52″ E / 42.0038°N,2.89785°E 284.4 msnm           |           |                      | Modifica les dades a Wikidata |
|        | puig Torrat          | Juià Sant Martí Vell       | muntanya     |         | 42° 01′ 48″ N, 2° 55′ 20″ E / 42.02996944°N,2.92212778°E 106.3 msnm    |           |                      | Modifica les dades a Wikidata |

## Misc
| imatge | Nom                       | Ubicat a | instància de      | Detalls                           | coordenades                                                            | Protecció                                  | Commons (més fotos)     | Dades a WD                    |
| ------ | ------------------------- | -------- | ----------------- | --------------------------------- | ---------------------------------------------------------------------- | ------------------------------------------ | ----------------------- | ----------------------------- |
|        | Cementiri Municipal       | Juià     | cementiri         | Arquitecte: Rafael Masó i Valentí | 42° 01′ 01″ N, 2° 54′ 46″ E / 42.017022222222224°N,2.912897222222222°E |                                            |                         | Modifica les dades a Wikidata |
|        | Molí de vent de Can Gou   | Juià     | Molí aiguader     | Estil: arquitectura popular       | 42° 01′ 17″ N, 2° 54′ 21″ E / 42.021308°N,2.905762°E 79 msnm           | bé integrant del patrimoni cultural català | Molí de vent de Can Gou | Modifica les dades a Wikidata |
|        | Muntanya de Boscals       | Juià     | serra             |                                   | 42° 00′ 24″ N, 2° 54′ 35″ E / 42.0067°N,2.90972°E 251.6 msnm           |                                            |                         | Modifica les dades a Wikidata |
|        | carrer de les Heres       | Juià     | carrer            | Estil: arquitectura popular       | 42° 01′ 03″ N, 2° 54′ 28″ E / 42.017608°N,2.907808°E                   | bé integrant del patrimoni cultural català | Carrer de les Heres     | Modifica les dades a Wikidata |
|        | casa consistorial de Juià | Juià     | casa consistorial |                                   | 42° 01′ 07″ N, 2° 54′ 21″ E / 42.01869482522551°N,2.905863762270947°E  |                                            |                         | Modifica les dades a Wikidata |